# Szkatułka z Hongkongu
Szkatułka z Hongkongu – polski film sensacyjny z 1983 roku w reżyserii Pawła Pitery.

## Opis fabuły
Gdańsk, 1929 rok. Policjant Bielecki (Piotr Garlicki) prowadzi dochodzenie w sprawie narkotyków przemycanych do Polski. Tymczasem prywatny detektyw Piekarski (Stefan Friedmann) poszukuje zaginionej córki przemysłowca, Marty Domaradzkiej. Istnieją podejrzenia, że jej zniknięcie ma związek z aferą narkotykową.

## Obsada
- Piotr Garlicki jako policjant Bielecki
- Stefan Friedmann jako detektyw Piekarski
- Piotr Fronczewski jako Renz
- Zbigniew Buczkowski jako Czesiek
- Jerzy Nowak jako Schwartz
- Ryszard Kotys jako Kupke
- Andrzej Chichłowski jako Alfons
- Zdzisław Kuźniar jako policjant na dworcu
- Dorota Dobrowolska jako Lola
- Henryk Bista jako celnik Marczak
- Ryszard Radwański jako ochroniarz w restauracji

i inni